# قلای پنجه
قلای پنجه (به لاتین: Qal`eh-ye Panjeh) یک منطقهٔ مسکونی در افغانستان است که در ولایت بدخشان (افغانستان) واقع شده‌است. قلای پنجه ۲٬۷۹۴ متر بالاتر از سطح دریا واقع شده‌است.